# Alpaida costai
Alpaida costai là một loài nhện trong họ Araneidae.
Loài này thuộc chi Alpaida. Alpaida costai được Herbert Walter Levi miêu tả năm 1988.